# Civil

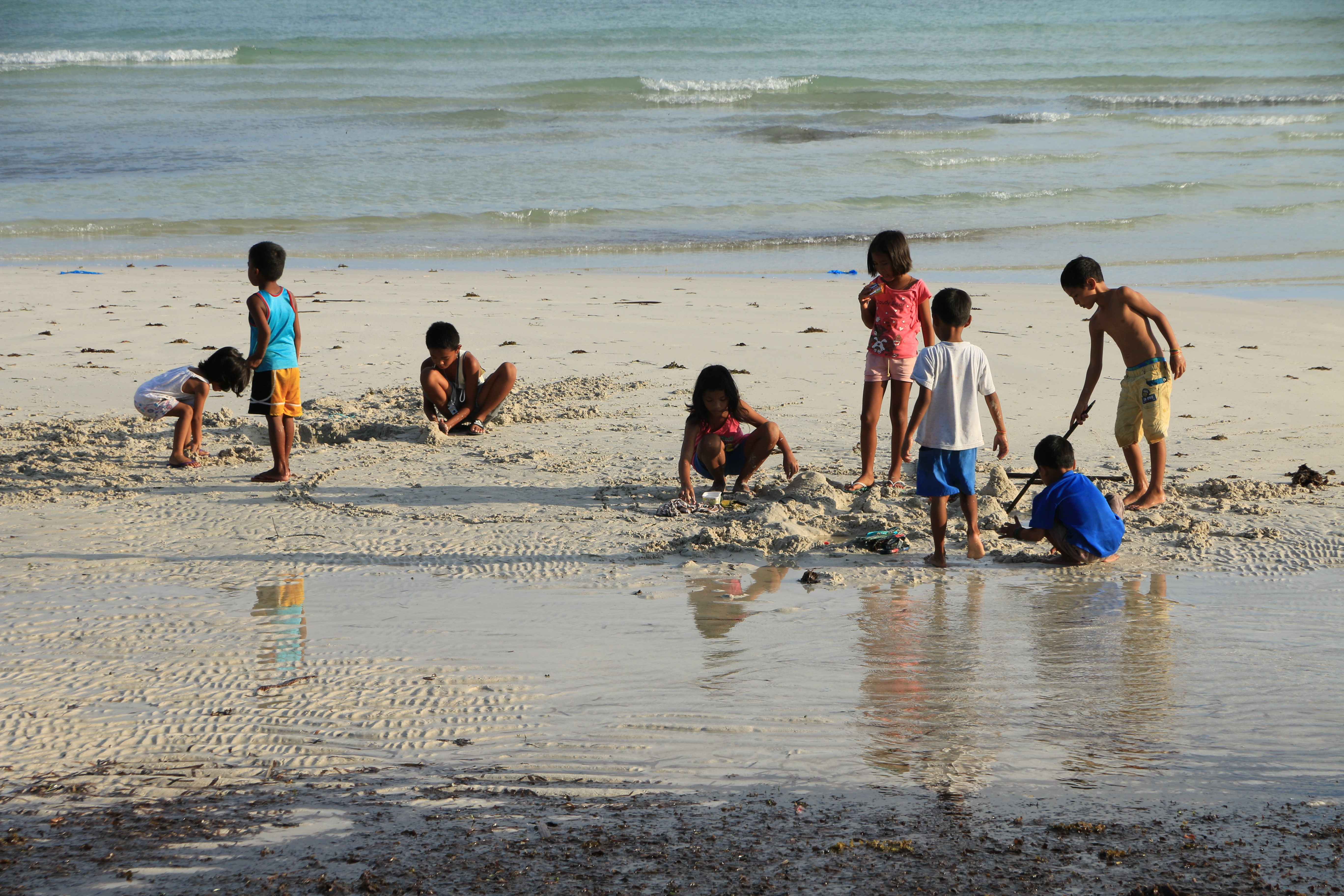
Los niños son considerados en su totalidad como civiles, puesto que ninguno puede participar o ser parte de organizaciones militares.

Un civil es, por oposición a un militar, una persona que no es miembro de un ejército. De una manera general, el término civil designa todo lo que se refiere a los no-militares en general y a los ciudadanos en particular, por lo que no pueden imponer autoridad ni dar órdenes a un militar. Es así como se habla de aviación civil; de protección civil (conjunto de los medios que apuntan a la protección de los civiles tanto en tiempo de paz como de guerra); de estado civil (un modo de comprobación de los principales hechos relativos al estado de las personas -padres, fecha y lugar de nacimiento, etc.); de derecho civil (un conjunto de leyes que rigen los derechos y deberes de cada persona); o incluso de guerra civil (una guerra que enfrenta a los ciudadanos de un mismo país).

## Civiles en tiempos de guerra
Atacar deliberadamente a un civil en tiempos de guerra está considerado, por la Convención de Ginebra, como un crimen de guerra. Sin embargo, es bastante corriente que los civiles sean víctimas de guerra, sobre todo cuando se producen bombardeos. El argot militar los considera entonces como daños colaterales. Puede darse el caso de que los civiles tomen las armas para resistir por la fuerza a un estado militar o una fuerza de ocupación extranjera, se habla entonces de resistencia. El poder dominante establecido, por su parte, los considera con frecuencia como terroristas.

## Jurisdicción excepcional
Aunque los militares no tengan ninguna autoridad sobre los civiles, (este es el papel de la policía), algunas jurisdicciones de excepción (decretadas generalmente en tiempos de crisis), pueden transferir una parte o la integridad del mantenimiento del orden al ejército. En el caso de España, la ley orgánica 4/1981, reguladora de los estados de alarma, excepción y sitio no prevé intervenciones específicas de las fuerzas armadas en los estados de alarma y de excepción, si bien al decretarse el estado de alarma con la huelga encubierta de los controladores aéreos de finales del 2010, sí se produjo, y los controladores aéreos quedaron sometidos a la jurisdicción y autoridad militar. En el estado de sitio, de acuerdo con lo dispuesto en el artículo 33 de la ley reguladora, el gobierno "designará la autoridad militar que, bajo su dirección, haya de ejecutar las medidas que procedan en el territorio a que el estado de sitio se refiera".